# Gestreepte koraalmeerval
De gestreepte koraalmeerval (Plotosus lineatus) is een straalvinnige vissensoort uit de familie van de koraalmeervallen (Plotosidae). De wetenschappelijke naam van de soort werd gepubliceerd in 1787 door Thunberg.

## Beschrijving
De vis leeft in dichte scholen als bescherming tegen predatoren.

## Voorkomen
De soort komt voor in de Indische Oceaan en in het westen van de Grote Oceaan. Hoewel het hoofdzakelijk een zoutwatervis is, kan hij ook gevonden worden in zoetwatergebieden in het oosten van Afrika en Madagaskar. Na de aanleg van het Suezkanaal is de vis ook opgedoken in de Middellandse Zee als invasieve exoot. Hij komt tevens voor in koraalriffen en riviermondingen.

### Invasieve uitheemse soort
Sinds 2019 staat deze soort op de lijst van invasieve exoten die zorgwekkend zijn voor de Europese Unie. Dit betekent dat deze vis niet langer in de Europese Unie mag worden ingevoerd, vervoerd, gecommercialiseerd, gekweekt, gebruikt, uitgewisseld of vrijgelaten in de natuur. Bovendien mogen deze soorten niet langer worden gehouden (zelfs niet in een aquarium binnenhuis), uitgezonderd in het geval van gezelschapsdieren die werden verworven tot 1 jaar na de opname van de soort op de Unielijst.